# Of Human Feelings
Of Human Feelings ist ein Jazzalbum von Ornette Coleman. Es handelt sich um das dritte Album mit seiner elektrischen Gruppe Prime Time und zugleich um die erste digitale Tonaufnahme, die in New York City überhaupt aufgenommen wurde.

## Entstehungsgeschichte
Coleman, der schon lange ein schwieriges Verhältnis mit den Plattengesellschaften hatte, wollte 1979 eine eigene Produktionsfirma Phrase Text gründen. Eine erste Aufnahme im Direct to Disc-Verfahren fand im März 1979 im New Yorker RCA-Studio statt; aufgrund mechanischer Probleme mit dem Aufnahmeapparat waren die Ergebnisse aber unbrauchbar. Am 25. April 1979 ging Coleman mit seiner damaligen Band das nächste Mal ins Studio, diesmal zu CBS, um dort die neue Digitaltechnologie zu nutzen. Diese Einspielung war die erste digitale Aufnahme in New York; daher fand die Aufnahme in der nächsten Ausgabe des Billboard den Weg auf die Titelseite. Es war zunächst geplant, die Aufnahme über ein japanisches Label (Trio Records) zu vertreiben; Coleman stellte sich dann allerdings einem Vertragsabschluss in den Weg, so dass es zur Suche nach einem neuen Vertriebspartner und zu einer erheblichen Verzögerung kam. 1981 wurden die Bänder dann an Antilles verkauft.
Kurzfristig kam an Stelle von Ronald Shannon Jackson Calvin Weston in das Sextett Prime Time, in dem sowohl die Gitarren als auch das Schlagzeug verdoppelt waren (anders als in den 1980er Jahren noch nicht der Bass). Die Band war mit Ausnahme des ausgewechselten Schlagzeugers bereits seit 1976 aufeinander eingespielt; dadurch vereinfachte sich der Aufnahmeprozess Coleman zufolge sehr erheblich: „Wir haben alle Stücke nur einmal aufgenommen; alle Nummern waren also first takes. Und es gab keine [zusätzliche] Abmischung. Es ist eben fast genauso, wie wir es gespielt haben.“

## Über das Album
Ein Teil der Kompositionen ist bereits von früheren Alben und Auftritten bekannt: What is the Name of that Song? kombiniert zwei ältere Themen Colemans (Love Eyes und Forgotten Songs bzw. Holiday for Heroes, so auf Skies of America). Sleep Talk hieß bei früheren Auftritten der Band Dream Talking, Air Ship wurde zuvor als Meta und Times Square als Writing in the Streets angekündigt.
Die Themen der Stücke sind großteils einfach und rifforientiert und die grooves der beiden Schlagzeuger „ungewohnt eindeutig und elementar“. Dem steht aber „die geballte harmonische, melodische – ›harmolodische‹ – Komplexität der Polyphonie von zwei Gitarren und einem gitarrengleich agilen Bass“ und dem darüber auf dem Saxophon improvisierenden Coleman gegenüber.

## Titelliste

### Seite A
1. Sleep Talk – 3:34
2. Jump Street – 4:24
3. Him and Her – 4:20
4. Air Ship – 6:11

### Seite B
1. What is the Name of that Song? – 3:58
2. Job Mob – 4:57
3. Love Words – 2:54
4. Times Square – 6:03

## Kritiken
Nach Ansicht des deutschen Coleman-Biographen Peter Niklas Wilson ist Of Human Feelings „wohl die eingängigste, ja man mag sagen: kommerziellste der Platten, die Coleman bis 1979 aufgenommen hat – und das ist nicht im Mindesten abwertend gemeint.“ Vielmehr handele es sich um „inspirierte Gruppenmusik.“
Auch Stuart Nicholson betonte die Gelungenheit des Albums; gerade im Vergleich zu den beiden vorangehenden Album mit Prime Time handele es sich um weitaus überzeugendere Ausführungen. Diesmal gebe es „eine bauchbezogene Intensität, die ebenso fokussiert war wie bei seinen akustischen Aufnahmen.“ Auch Robert Christgaus Besprechung geht in die gleiche Richtung: Er betont, dass es sich bei diesen Aufnahmen um „einen Durchbruch, wenn nicht gar ein Wunder“ handele: Erzeugt würde ein „warmer, hörbarer harmolodischer Funk.“ Das Funktionieren der Band sei „partizipative Demokratie“ und damit ein Stück praktizierte Utopie.
Scott Yanow, der das Album für Allmusic mit der zweithöchsten Bewertung (viereinhalb Sterne) versehen hat, stellt fest, dass zwar keines der acht Stücke von seinem Thema her mitreiße, sie aber im Kontext von Colemans „innovativer Band“ als „gute Plattform“ für seine Soli in seinem oft geistreichen und freien (häufig sonderbar melodischen) Stil funktionieren würden.
Im Unterschied zu den genannten Kritiken meinte jedoch der amerikanische Coleman-Biograph Litweiler, dass das Album „keine neuen Einsichten“ produziere und trauert einem auf den Wechsel des Schlagzeugers zurückgeführten Komplexitätsverlust gegenüber der früheren Ausgabe von Prime Time nach: Die beiden Gitarristen blieben im Hintergrund, während vorne Coleman spiele und Tacuma geschäftig (und virtuoser als auf früheren Alben) Antworten auf ihn mit seinem Bass produziere.